# Jennersdorf (gemeente)
Jennersdorf is een gemeente in de Oostenrijkse deelstaat Burgenland, gelegen in het district Jennersdorf (JE). De gemeente heeft ongeveer 4200 inwoners.

## Geografie
Jennersdorf heeft een oppervlakte van 37,92 km². Het ligt in het uiterste zuidoosten van het land.

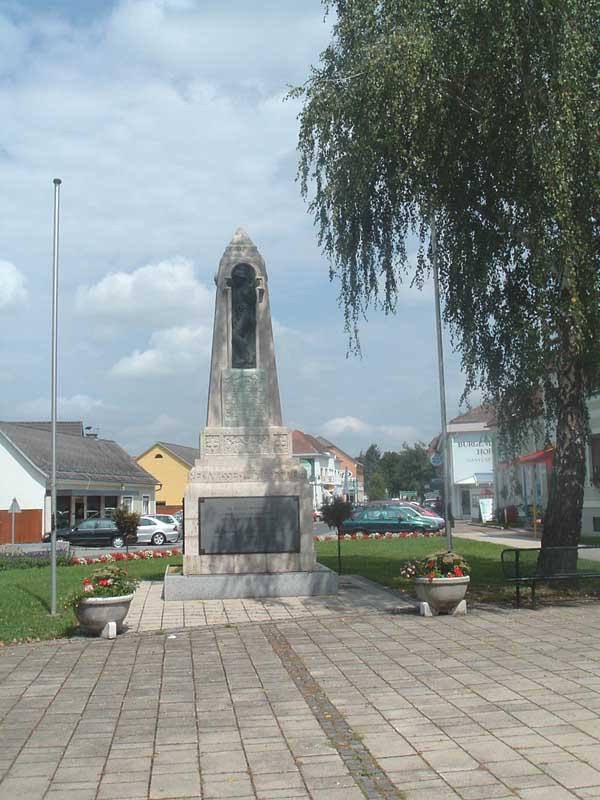
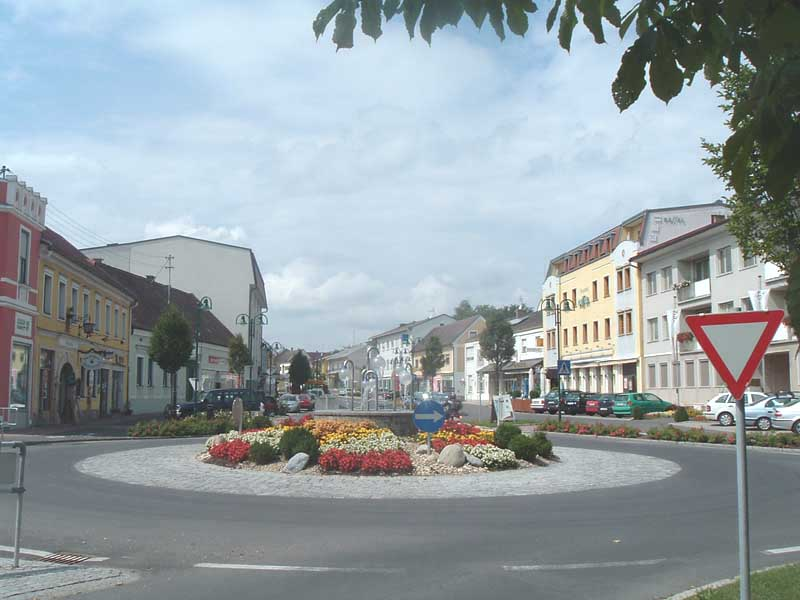
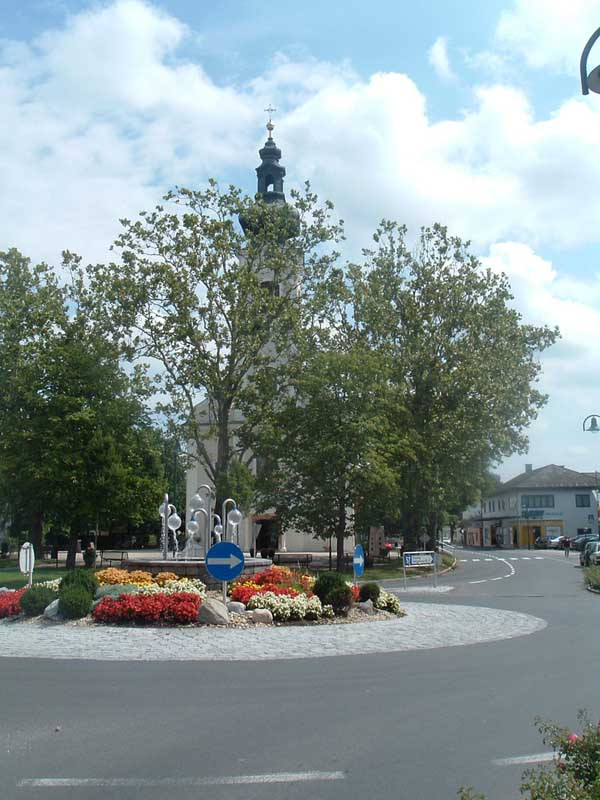

Kadastrale gemeenten zijn Grieselstein, Henndorf im Burgenland, Jennersdorf en Rax.
Deutsch Kaltenbrunn · Eltendorf · Heiligenkreuz im Lafnitztal · Jennersdorf · Königsdorf · Minihof-Liebau · Mogersdorf · Mühlgraben · Neuhaus am Klausenbach · Rudersdorf · Sankt Martin an der Raab · Weichselbaum
- Gemeinsame Normdatei: 4096494-2
- Library of Congress Control Number: n78028249
- MusicBrainz: 61815e50-243d-4960-ba6e-e94a3d3745e7
- Nationale Bibliotheek van Israël: 987007561953505171
- Virtual International Authority File: 146089389
- WorldCat: E39PBJf48FtWTTfX8tggdw4wmd